# Helina multiseriata
Helina multiseriata är en tvåvingeart som beskrevs av Malloch 1922. Helina multiseriata ingår i släktet Helina och familjen husflugor. Inga underarter finns listade i Catalogue of Life.